# Penicillium erubescens
Penicillium erubescens är en svampart som beskrevs av D.B. Scott 1968. Penicillium erubescens ingår i släktet Penicillium och familjen Trichocomaceae.   Inga underarter finns listade i Catalogue of Life.